# Ada Louise Huxtable
Ada Louise Huxtable, född Landman den 14 mars 1921 i New York, död 7 januari 2013 i New York, var en amerikansk arkitekturskribent och arkitekturkritiker. År 1970 belönades hon med historiens första Pulizerpris för kritik.

Arkitekturkritikern Paul Goldberger, som också mottagit priset (1984) sa 1996 att Huxtable var den som förde in arkitektur i det offentliga samtalet: 

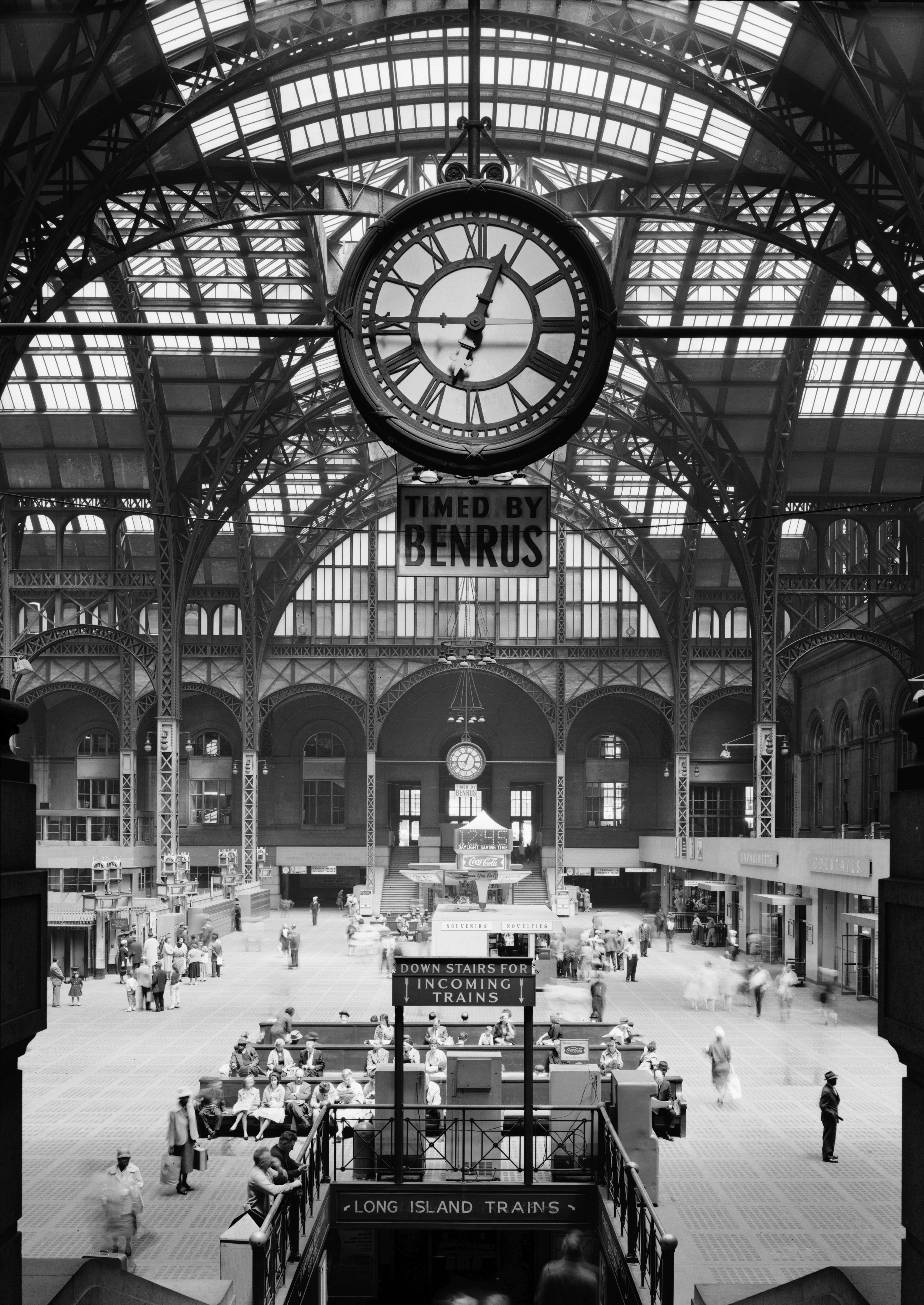
Terminalen vid Penn Station 1962, två år innan rivningen. "Not that Penn Station is the Parthenon," skrev Ada Louise Huxtable, "but it might as well be because we can never again afford a nine-acre structure of superbly detailed travertine, any more than we could build one of solid gold. It is a monument to the lost art of magnificent construction, other values aside."

"Before Ada Louise Huxtable, architecture was not a part of the public dialogue."

## Ungdomsår
Huxtable föddes och dog i New York. Hennes far, läkaren Michael Landman, var (tillsammans med sin bror, rabbinen Isaac Landman) medförfattare till pjäsen A Man of Honor. 
Ada Louise Landman genomgick sin grundutbildning vid Hunter College, City University of New York, och tog examen 1941.
Hon gifte sig 1942 med industridesignern L. Garth Huxtable, och fortsatte sina studier vid New York University åren 1942–1950, innan hon tillbringade ett år i Italien som Fulbright-stipendiat.

## Arbete
Från 1946 till 1950 arbetade hon som biträdande kurator för arkitektur och design vid Museum of Modern Art i New York. Åren 1950–63 var hon skrivande redaktör för tidskriften Progressive Architecture and Art in America innan hon utsågs till tidningen The New York Times första arkitekturkritiker – en position hon uppehöll från 1963 till 1982. 
År 1974 valdes hon in i the American Academy of Arts and Sciences.
1997 återupptog hon arbetet som arkitekturkritiker, nu för The Wall Street Journal.
Hon har kallats USA:s nationella arkitektoniska samvete.

Huxtable skrev ett drygt tiotal böcker om arkitektur, bland annat en biografi över arkitekten Frank Lloyd Wright. Hon räknas som en av de drivande krafterna bakom bildandet av the New York City Landmarks Preservation Commission 1965, vars syfte är att värna och bevara stadsbilden. Samtidigt var hon en seriös kritiker av historieförvanskning, och skrev 1968: 
"Nothing beats keeping the old city where it belongs and where its ghosts are at home. [But] please, gentlemen, no horse-drawn cars, no costumes, no wigs, no stage sets, no cute-old stores, no 're-creations' that never were, no phony little-old-New York.... That is perversion, not preservation."

## Arkiv
År 2013 meddelade the Getty Research Institute att de förvärvat Ada Louise Huxtables arkiv från åren 1921–2013, bestående av 93 lådor och 19 mapp-system med hennes manuskript och utskrifter, rapporter, korrespondens och dokument, liksom anteckningar, tidningsklipp, kopior och – kanske mest anmärkningsvärt – en mängd originalfoton av arkitektur och design av samtida fotografer.

## Arbeten i urval
- Frank Lloyd Wright: A Life (2008) ISBN 9780143114291
- On Architecture: Collected Reflections on a Century of Change (2008) ISBN 9780802717078
- The Unreal America: Architecture and Illusion (1999) ISBN 9781565840553
- The Tall Building Artistically Reconsidered, a history of the skyscraper (1993) ISBN 9780394537733
- Will They Ever Finish Bruckner Boulevard?, a collection of material appearing in The New York Times (1989)
- Kicked A Building Lately? (1989) ISBN 9780520062078 (first published in 1976)
- Architecture, Anyone? Cautionary Tales of the Building Art (1988) ISBN 9780394529097
- Goodbye History, Hello Hamburger: An Anthology of Architectural Delights and Disasters (1986) ISBN 9780891331193
- What the Critic Sees: Ada Louise Huxtable and Her Legacy på Youtube. Christopher Hawthorne, arkitekturkritiker för Los Angeles Times, går igenom hennes karriär och kulturella arv.